# Ambrym
Ambrym är en ö i Vanuatu som är välkänd för den stora vulkaniska aktiviteten som innefattar bildandet av lavasjöar. Vulkanerna på Ambrym har stora utbrott flera gånger per århundrade. 
Öns landyta är 678 kvadratkilometer vilket gör den till Vanuatus femte största ö. Den har 7 385 invånare (2016) som huvudsakligen livnär sig på kokosnötsplantager. Tillsammans med grannön Malakula och några mindre öar utgör Ambrym provinsen Malampa. Den största orten är byn Eas. 

## Berg och vulkaner
Det finns två aktiva vulkaner på Ambrym, Benbow och Marum. Öns inre domineras av en mycket stor, 1900 år gammal caldera som är ungefär 100 kvadratkilometer stor. I calderan finns flera kratrar och för övrigt är den täckt av aska som är ofruktbar på grund av surt regn.
Öns högsta höjd över havet är 1 334 meter.

## Näraliggande småöar i söder
Söder om Ambrym ligger de små öarna Paama, med byarna Liro och Loulep, och Lopevi med de numera övergivna byarna Holen och Halos.

## Språk
Liksom många andra öar i Vanuatu har Ambrym sina egna austronesiska språk. I norr talas nordambrym, i sydöst sydambrym, i söder dakaka, i väster lonwolwol och i sydöst port-vato. Varje språk talas av mellan några hundra till några få tusen personer.